# Badminton na Universíada de Verão de 2007
O badminton na Universíada de Verão de 2007 foi disputado no Ginásio 2 da Thammasat University em Banguecoque, Tailândia entre 9 e 15 de agosto de 2007. Foi um dos cinco esportes opcionais desta edição indicados pela Federação Nacional de Esportes Universitários (National University Sports Federation - NUSF) do país organizador.

## Medalhistas
Esses foram os resultados dos medalhistas:
| Evento          | Ouro | Prata | Bronze |
| --------------- | --- | --- | --- |
| Masculino       | THA Boonsak Ponsana | CHN Chen Hong | THA Poompat Sapkulchannart |
| Masculino       | THA Boonsak Ponsana | CHN Chen Hong | TPE Sheng-shiun Liao |
| Feminino        | CHN Wang Yihan | TPE Shao-chieh Cheng                                                                                              | CHN Wang Lin |
| Feminino        | CHN Wang Yihan | TPE Shao-chieh Cheng                                                                                              | THA Moltjila Meemeak |
| Dupla masculina | THA Tailândia Sudket Prapakamol Phattapol Ngensrisuk | TPE Taipé Chinês Chia-hsin Tsai Yu-hsing Hsieh                                                                    | CHN China Shen Ye Zhang Wei |
| Dupla masculina | THA Tailândia Sudket Prapakamol Phattapol Ngensrisuk | TPE Taipé Chinês Chia-hsin Tsai Yu-hsing Hsieh                                                                    | THA Tailândia Nuttaphon Narkthong Songphon Anugritayawon |
| Dupla feminina  | TPE Taipé Chinês Wen-hsing Cheng Yu-chin Chien | CHN China Tiam Qing Pan Pan                                                                                       | CHN China Zhang Dan Wang Lin |
| Dupla feminina  | TPE Taipé Chinês Wen-hsing Cheng Yu-chin Chien | CHN China Tiam Qing Pan Pan                                                                                       | THA Tailândia Duang-anong Aroonkesorn Kunchala Voravichitchaikul |
| Dupla mista     | KOR Coreia do Sul Kim Min Jung Yoo Yeon Seong | TPE Taipé Chinês Wen-hsing Cheng Chieh-min Fang                                                                   | CHN China Zhang Dan Chen Hong |
| Dupla mista     | KOR Coreia do Sul Kim Min Jung Yoo Yeon Seong | TPE Taipé Chinês Wen-hsing Cheng Chieh-min Fang                                                                   | THA Tailândia Salakjit Ponsana Sudket Prapakamol |
| Equipe mista    | THA Tailândia Salakjit Ponsana Soratja Chansrisukot Moltjila Meemeak Duang-anong Aroonkesorn Kunchala Voravichitchaikul Savitree Amitrapai Boonsak Ponsana Poompat Sapkulchannart Sudket Prapakamol Phattapol Ngensrisuk Nuttaphon Narkthong Songphon Anugritayawon | CHN China Tian Qing Zhang Dan Pan Pan Wang Lin Wang Yihan Gong Weijie Shen Ye Xu Chen Chen Hong Zhang Wei Xie Xin | INA Indonésia Richi Puspita Dili Nitya Krishinda Yulianite Maheswari Nadya Melati Frasiska Ratnasari Tommy Surgiarti Alamsyah Yunus Bona Septano Mohammad Ahsan Tontowi Ahmad Viki Indra Okvana Pia Zebadiah Bernadet |
| Equipe mista    | THA Tailândia Salakjit Ponsana Soratja Chansrisukot Moltjila Meemeak Duang-anong Aroonkesorn Kunchala Voravichitchaikul Savitree Amitrapai Boonsak Ponsana Poompat Sapkulchannart Sudket Prapakamol Phattapol Ngensrisuk Nuttaphon Narkthong Songphon Anugritayawon | CHN China Tian Qing Zhang Dan Pan Pan Wang Lin Wang Yihan Gong Weijie Shen Ye Xu Chen Chen Hong Zhang Wei Xie Xin | TPE Taipé Chinês Min-jie Pai Wen-hsing Cheng Chia-chen Yang Pei-ling Tsai Yu-chin Chien Shao-chieh Cheng Chia-hsin Tsai Han-chou Chu Chieh-min Fang Sheng-shiun Liao Sheng-mu Lee Yu-hsing Hsieh                      |

## Quadro de medalhas
| Ordem | País              | Medalha de ouro | Medalha de prata | Medalha de bronze |    |
| ----- | ----------------- | --------------- | ---------------- | ----------------- | -- |
| 1     | THA Tailândia     | 3               |                  | 5                 | 8  |
| 2     | CHN China         | 1               | 3                | 4                 | 8  |
| 3     | TPE Taipé Chinês  | 1               | 3                | 2                 | 6  |
| 4     | KOR Coreia do Sul | 1               |                  |                   | 1  |
| 5     | INA Indonésia     |                 |                  | 1                 | 1  |
|       | Total             | 6               | 6                | 12                | 24 |